# Ligia oceanica
Ligia oceanica, conhecida popularmente como barata-do-mar, Barata-da-praia ou papa-breu é um crustáceo pertencente à ordem Isopoda.
A barata-do-mar pode atingir até 3 cm de comprimento e apresenta coloração variando de cinza, esverdeado até marrom-amarelado. Alimenta-se de algas e de pequenos animais marinhos.
Habitat e Distribuição, As Ligias vivem na região entre marés, ou perto de rochas úmidas. Elas não conseguem viver nem um mês debaixo d´água. 
Podem ser encontradas na Europa ao longo do oceano atlântico, na Escandinava e em Marrocos, na América do norte até o sul da América do sul.
Reprodução, Esta espécie vive entre dois anos e meio a três anos, geralmente só se reproduzindo uma vez no seu ciclo de vida. Uma fêmea põe em média 80 ovos por postura.